# Taylors (Karolina Południowa)
Taylors – jednostka osadnicza w Stanach Zjednoczonych, w stanie Karolina Południowa, w hrabstwie Greenville.